# 출발 증권시장
《출발 증권시장》은 매일경제TV의 경제 아침 뉴스 프로그램이다.

## 앵커
- 이창진 - 매일경제TV 아나운서

## 같이 보기
- SBS CNBC 뉴스 프리즘 (SBS CNBC)